# Celestino Migliore
Celestino Migliore, né le 1er juillet 1952 à Coni dans la région italienne du Piémont, est un prélat catholique italien et nonce apostolique du Saint-Siège en France depuis 2020.

## Biographie
Celestino Migliore naît le 1er juillet 1952 à Coni. Il est ordonné prêtre le 25 juin 1977 par Carlo Aliprandi (it), évêque de la ville. Il étudie à la faculté de théologie inter-diocésaine de Fossano. Il obtient ensuite un doctorat en droit canon à l'université pontificale du Latran. Il étudie à l'Académie pontificale ecclésiastique dont il est diplômé en 1977. En 1980, il intègre les services diplomatiques du Saint-Siège.
Entre 1980 et 1984, il travaille à la délégation apostolique en Angola (en), puis à la nonciature apostolique aux États-Unis jusqu'en 1988. Par la suite, il travaille pendant un an à la nonciature apostolique en Égypte, puis en Pologne. Le 14 avril 1992, il est nommé observateur permanent du Saint-Siège auprès du Conseil de l'Europe.
Le 21 décembre 1995, il est nommé secrétaire de la section pour les relations avec les États de la secrétairerie d'État du Saint-Siège, en prenant également en charge des relations avec les pays asiatiques qui n'entretiennent pas de relations diplomatiques avec le Saint-Siège.
Le 30 octobre 2002, le pape Jean-Paul II l'élève à la dignité épiscopale en le nommant archevêque titulaire de Canosa avec la charge d'observateur permanent du Saint-Siège aux Nations unies. Le 6 janvier 2003, il reçoit la consécration épiscopale des mains du pape, assisté par le substitut de la Secrétairerie d’État, Leonardo Sandri, et par le secrétaire de la Congrégation pour les Églises orientales, Antonio Maria Vegliò. À ce poste il travaille notamment sur la visite du pape à l'ONU, où il rencontrera le premier secrétaire Ban Ki-moon, il intervient aussi notamment pour rappeler le message de l'Église notamment l'importance de l'écoute des démunis et des malades (du SIDA notamment), et a exhorté l'organisation à privilégier son développement et son efficacité sur l'aide envers les populations au lieu de se transformer en un « gouvernement mondial »,.
Le 30 juin 2010, le pape Benoît XVI le nomme nonce apostolique en Pologne. Il prend congé auprès du président de Pologne le 27 juin 2016 qui le fait commandeur avec étoile de l'ordre du Mérite de la république de Pologne. Ses fonctions à la nonciature se finissent officiellement le 5 août suivant.
Le 28 mai 2016, le pape François le transfère à la nonciature apostolique dans la fédération de Russie. Il présente ses lettres de créances au président Vladimir Poutine le 9 novembre 2016. Il arrive dans le contexte de rapprochements entre le patriarcat de Moscou et le Saint-Siège. Il obtiendra notamment du président Poutine au moment de l'annexion de la Crimée par la Russie que l’Église catholique locale soit reconnue par les autorités sans être rattachée à la Conférence épiscopale russe.
Le 21 janvier 2017, le pape François lui confie la nonciature apostolique d'Ouzbékistan (en) en plus de la Russie.

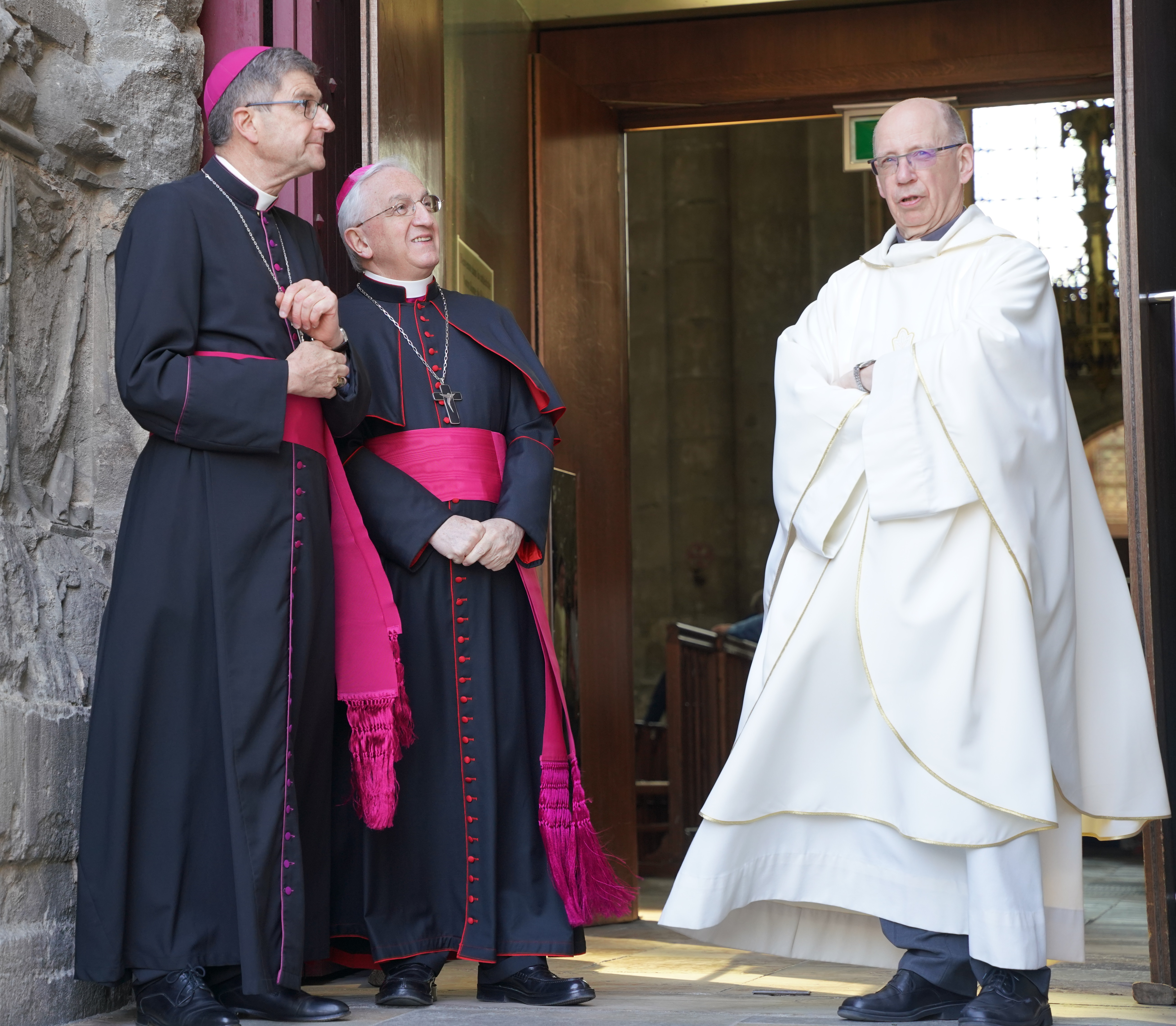
Avec Éric de Moulins-Beaufort à Reims.

Le 11 janvier 2020, le pape François le nomme à la nonciature apostolique en France après la démission de Luigi Ventura,.

## Succession apostolique
Celestino Migliore a ordonné les évêques suivants :
- Évêque Tadeusz Lityński (pl) (2012)
- Évêque Wiesław Szlachetka (pl) (2014)
- Évêque Rudolf Pierskała (pl) (2014)
- Évêque Łukasz Buzun (pl), O.S.P.P.E. (2014)
- Évêque Henryk Wejman (pl) (2014)
- Évêque Piotr Turzyński (pl) (2015)

## Distinctions
- Grand officier de l’ordre du Mérite de la République italienne (À l'initiative du Président de la République — 19 janvier 1999[16])
- Commandeur avec étoile de l'ordre du Mérite (par le président de la République Andrzej Duda le 27 juin 2016[8])

## Sources
- (pl) Cet article est partiellement ou en totalité issu de l’article de Wikipédia en polonais intitulé « Celestino Migliore » (voir la liste des auteurs).

- (it) Cet article est partiellement ou en totalité issu de l’article de Wikipédia en italien intitulé « Celestino Migliore » (voir la liste des auteurs).